# Méditations cartésiennes
Pour l'œuvre écrite par Descartes, voir Méditations métaphysiques.
Les Méditations cartésiennes (sous-titrées : Introduction à la phénoménologie) sont une œuvre du philosophe allemand Edmund Husserl. Elles constituent la transcription, revue et augmentée par l’auteur, des deux conférences d’introduction à la phénoménologie qu’il prononça à Paris, à la Sorbonne, les 23 et 25 février 1929.
L'ouvrage, considéré à l'époque par Husserl comme l'œuvre majeure de sa philosophie, présente les concepts fondamentaux de sa phénoménologie transcendantale, parmi lesquels la « réduction transcendantale », « l'épochè », le « moi transcendantal » et la « science éidétique ». Pour cet article on prendra essentiellement appui sur l'ouvrage collectif dirigé par Jean-François Lavigne intitulé Les méditations cartésiennes de Husserl de 2016.

## Origine et versions du texte
Le titre est une allusion aux Méditations métaphysiques de René Descartes, ce dernier étant vu par Husserl comme le précurseur de la philosophie transcendantale et comme l'auteur d'une démarche radicale qu'il entend reprendre lui-même à nouveaux frais, note Denis Fisette dans sa contribution à Laval théologique et philosophique : « Les impulsions nouvelles que la phénoménologie a reçues, elle les doit à René Descartes, le plus grand penseur de la France. C'est par l'étude de ces Méditations que la phénoménologie naissante s'est transformée en un type nouveau de philosophie transcendantale. [...] Descartes inaugure un type nouveau de philosophie. Avec lui la philosophie change totalement d'allure et passe radicalement de l'objectivisme naïf au subjectivisme transcendantal »écrit Husserl.
Les conférences dont le texte est issu ont été prononcées en allemand, et une version écrite, revue et développée, en a été confiée par leur auteur à Emmanuel Levinas pour la traduction française, parue dès 1931. La version allemande, dont le texte est parfois assez différent, n'a été publiée qu'en 1950, après la mort de Husserl, et forme le volume I des Husserliana.

### Conférences de 1929
Les 23 et 25 février 1929, sur l'invitation de la Société française de philosophie et de l'Institut d'études germaniques, Edmund Husserl, alors âgé de soixante-cinq ans, donne à la Sorbonne, dans l'amphithéâtre Descartes, une série de deux fois deux conférences (soit quatre en tout). Elles portent sur l'« Introduction à la phénoménologie transcendantale », et sont prononcées en allemand.
Sur le chemin du retour en Allemagne, Husserl fait une halte à Strasbourg, invité par son ancien élève Jean Héring, professeur à l'Université de Strasbourg. Il y présente à nouveau ses conférences parisiennes. Héring propose de les faire traduire, et confie cette tâche à Emmanuel Levinas, qui allait publier sa thèse de doctorat intitulée Théorie de l'intuition dans la phénoménologie de Husserl.

### Les versions du texte
La traduction française du texte, probablement remanié au préalable par Husserl, est assurée par Emmanuel Levinas et Gabrielle Peiffer, et publiée en France en 1931 (d'abord chez Armand Colin, puis reprise par Vrin en 1947). Cette traduction française a été revue par le philosophe Alexandre Koyré avant d'être publiée. Le texte allemand original sur lequel elle s'appuyait a été perdu, mais il en existe une version manuscrite très proche, que Husserl avait offerte à son élève Dorion Cairns (traducteur des Méditations cartésiennes en anglais).
La version allemande attendra l'année 1950, soit vingt ans plus tard, et après la mort de Husserl, pour voir le jour. Elle est établie, d'après un texte allemand parfois légèrement différent de celui sur lequel s'appuyait la traduction française, par S. Strasser avec un apparat critique, et constitue désormais l'édition de référence. Elle forme le tome I des Husserliana.
Husserl a enfin effectué, de 1929 à 1931, une série de remaniements importants du texte original, visant à en faire un traité systématique. On trouve cette version dans le volume XV des Husserliana, établi par Iso Kern. Cette réélaboration des conférences de Paris n'a toutefois pas été terminée par Husserl, qui travaillait au projet d'un grand ouvrage systématique (jamais abouti) et qui a dû abandonner l'idée de publier en Allemagne à cause de la situation politique.

### Place du texte dans l'œuvre de Husserl
Jean-François Lavigne qualifie Les méditations  de texte fondateur à travers lequel Husserl déploie d'une manière publique et synthétique l'ensemble du programme de la « phénoménologie transcendantale ».

## Contenu de l'ouvrage
Promouvoir l'idée d'une science universelle, c'est-à-dire, accomplir le rêve de toute la phénoménologie écrit Jean Vioulac dans son article de la revue Études philosophiques.
Au tout début de ses Méditations cartésiennes, Husserl attribue à la philosophie de Descartes un rôle déterminant dans le développement de sa « phénoménologie transcendantale »,. Dans ce livre, Husserl reprend de façon nouvelle la démarche radicale des Méditations métaphysiques de Descartes pour fonder l'édifice de la « phénoménologie transcendantale » .
L'ouvrage se divise en cinq méditations précédées d'une introduction et suivies d'une conclusion. En raison de son importance la cinquième méditation fait à elle seule, l'objet d'une section à part :
1. Introduction : Introduction à la phénoménologie
2. Première méditation : L'acheminement vers l'« ego transcendantal »
3. Deuxième méditation : Le champ d'expérience transcendantale et ses structures générales
4. Troisième méditation : Les problèmes constitutifs. Vérité et réalité
5. Quatrième méditation : Les problèmes constitutifs de l'ego transcendantal
6. Cinquième méditation :  Détermination du domaine transcendantal comme « intersubjectivité monadologique »
7. Conclusion

### Introduction
Introduction qui est en fait une introduction générale à la phénoménologie. Husserl présente brièvement Descartes et ses Méditations de prima philosophia dont « l'idée directrice vise à une réforme totale de la philosophie, pour faire de celle-ci une science au fondement absolu » . Husserl reconnaît en Descartes, « l'initiateur des temps modernes »; avec lui, écrit Emmanuel Housset« la philosophie porterait en elle l'idée directrice d'une fondation de toutes les sciences » . Husserl dénonce « l'état de division dans lequel se trouve actuellement la philosophie (qui) [...] au lieu d'être une et vivante se disperse en une production d'œuvres philosophiques croissant à l'infini sans lien interne ». Il s'agit pour Husserl, de ressusciter la démarche cartésienne.

### Première méditation
Denis Fisette écrit « on peut voir dans la phénoménologie des Méditations une radicalisation du programme cartésien d'une philosophie première, programme qui confère à la phénoménologie le statut de science universelle fondée sur une justification absolue ». Comme Descartes, Husserl aurait voulu retrouver le sens de la philosophie à travers l'idée de son commencement radical. Paul Ricœur signale la difficulté d'établir ce « point de départ radical ». Dans cet esprit, Husserl adopte la méthode cartésienne, en vertu de laquelle il est amené à rejeter toute proposition qui n'est pas à l'abri du doute. Le sujet doit prendre appui sur des évidences dernières et les thèses avancées à propos du monde doivent reposer sur un fondement indubitable. Dans cette optique, le seul étant qui reste et qui s'avère hors de doute, est le pur ego de ses cogitationes, le Je du « je pense ». Si l'existence du monde ne peut être niée, elle peut cependant être mise « entre parenthèses » et devenir pour nous un simple phénomène.
Ce serait aussi le cas de toutes les sciences objectives ou positives dont la validité  a priori  ne pourrait plus être présupposée. Une fois mis en doute , au § 8 des  Méditations, l'existence absolue du monde, le philosophe réduit à son seul ego, doit néanmoins, trouver une voie qui puisse justifier l'existence indubitable du monde objectif ou commun que perçoit le sujet de attitude naturelle, qu'il ne s'agit pas de nier.
Par ailleurs, toute science porterait en elle « l'idée téléologique que le savant veut non seulement porter des jugements, mais les fonder » . C'est ce que souligne Bruce Bégout, dans sa contribution et qui précise « la fondation ci requise signifie la légitimation ultime, celle qui, de par son « évidence » indéniable clôt toute recherche ultérieure d'une justification plus satisfaisante ». « L'expérience de l'« évidence » [...] constitue la base de la science authentique ».
Husserl, remarque Paul Ricœur, expose dans cette première méditation « une théorie du jugement vrai ou théorie de l'évidence, selon laquelle la « valeur d'être » du jugement consiste en ce qu'une intention signifiante « vide » est remplie par le « plein » d'une évidence, soit empirique, soit essentielle (la fameuse « intuition catégoriale ») ». Dans l'évidence écrit Husserl  « nous avons l'expérience d'un être et de sa manière d'être, c'est donc qu'en elle le regard de notre esprit atteint la chose elle-même ». La question devient « quelles sont les vérités premières en soi qui devront et pourront soutenir tout l'édifice de la science universelle ? » . L'évidence première en soi ou « apodictique », ne serait pas à rechercher dans le monde, mais plutôt sur le chemin du cogito cartésien. « Le monde lui-même n'est conservé que comme phénomène, comme simple phénomène, c'est-à-dire comme ce qui apparaît à la conscience ». Paul Ricœur écrit « la suite de la première méditation est claire : il s'agit de déplacer le privilège de première évidence de la présence du monde à la présence de l'ego ».
Husserl montrerait au (§10), comment Descartes malgré son manque de radicalité, a ouvert la voie à l'élaboration de la « philosophie transcendantale ». Selon ce qu'écrit Bruce Bégout « ce qui se dévoile (avec la réduction), c'est la vie du sujet elle-même, avec ses intentions, ses implications, ses opérations temporelles [...] La réduction ne conserve pas seulement le monde comme phénomène, elle ouvre un nouveau monde : le monde de la vie subjective, de la vie intentionnelle ». La vie dont parle Husserl « c'est la vie originelle, fluente et dynamique [...] toujours présente à elle-même, [...] c'est dans et par cette vie que se constitue le monde comme phénomène et comme sens ».

### Deuxième méditation
Dans la deuxième méditation Husserl développerait l'idée d'une fondation transcendantale de la connaissance. « L'ego auquel l'(ἐποχή / epokhế) nous a permis d'accéder est l'ego avec ses cogitationes, c'est-à-dire avec le flux de sa vie intentionnelle et ses expériences », souligne Alexander Schnell c'est-à-dire qu'il est autre que le cogito cartésien. Si comme l'affirme Husserl cet ego transcendental n'est rien de psychique ou de mondain « comment peut-il être à la source du monde objectif? », s'interroge Alexander Schnell.
En mettant à jour une nouvelle « sphère ontologique spécifique ( l'ego transcendantal), dans laquelle se constituent les objectivités effectives » Husserl aurait découvert une nouvelle fondation de la connaissance, éloignée de celle de Descartes. Il s'agit ici de la « subjectivité transcendantale » que Husserl décrit comme une  « structure d'expérience universelle et apodictique du Moi » et dont il aurait démonté la structure complexe dans la quatrième méditation. Husserl commencerait à distinguer dans cette deuxième méditation, un « moi » comme pôle des « habitus », de l'« Ego » dans sa plénitude concrète qui comprend ce sans quoi il ne saurait exister concrètement.
L'acte de « synthèse » est la forme « originaire » de la conscience. La première synthèse étudiée est la synthèse d'identification,parce que« tout « sens » visé est l'oeuvre d'unification d'un divers ; d'une perception, qui décèle dans l'objet une multiplicité de « profils »  ou d'« esquisses » ressaisis dans l'unité d'un sens (le cube, l'arbre, le livre, etc.) ; ce sens anticipé est confirmé ou infirmé par le cours ultérieur de la perception » . À travers ses esquisses successives, l'objet immuable de la nature devient  flux temporel pour la conscience remarque Paul Ricœur. « Toute la vie psychique dans son ensemble est unifiée de manière synthétique [...] La forme fondamentale de cette  synthèse universelle , qui rend possibles toutes les autres synthèses de la conscience est la conscience immanente du temps ».
Husserl insisterait sur le fait que le moi empirique dit « moi de l'attitude naturelle, est aussi et à tout instant moi transcendantal », mais regardé d'un point de vue différent. La différence entre « moi empirique » et « moi transcendantal » consisterait en ce que le premier est « intéressé au monde » alors que le moi transcendantal, issu du travail de la réduction, se présenterait comme un spectateur « désintéressé ».
Husserl découvrirait que le « Je pense » n'est pas seulement un fondement pour les autres sciences mais en lui-même et pour lui-même, et selon son expression  une sphère de « possibilités a priorique »,. Il ressort que le caractère apodictique du « Je pense », mis à jour par l'(ἐποχή / epokhế), s'étend à une structure universelle de l'expérience du « Moi ».
« La vie de la conscience n'est pas un simple composé d'éléments primaires [...] l'analyse intentionnelle permet de dévoiler des potentialités impliquées dans les états actuels ». La perception ne se limiterait pas à l'actualité présente. Nous ne nous contentons pas d'appréhender un dos ou un profil, lorsque nous observons une personne, mais nous nous attendons à ce que les caractéristiques qui sont masquées pour la perception puissent être données, et l'« intentionnalité » fournit à la fois une loi qui unifie les esquisses données et celles auxquelles nous nous attendons naturellement. « Ainsi, l'intentionnalité implique, dans sa prestation « objectivante » et « identifiante », une construction de l'identité objective »,. Toute perception implique un horizon de potentialités , également données, non actualisées mais anticipées . C'est ce phénomène d'horizon que Husserl découvre avec l'analyse intentionnelle qu'il poursuit tout au long des trois derniers paragraphes de la deuxième méditation.

### Troisième méditation
Dans la troisième méditation, Husserl approfondit « le rôle absolument capital que joue l'« évidence » dans la constitution transcendantale puisque c'est grâce à elle que le « Moi transcendantal » parvient ultimement à poser la réalité effective, ou encore l'existence du monde »   note Martin Otabe, dans son mémoire.
Il s'agit de satisfaire deux exigences opposées mais complémentaires. « D'un côté une exigence idéaliste, qui s'exprime dans le thème de la constitution et qui ne connaît qu'un processus de « vérification [...] de l'autre une exigence intuitionniste, plus ancienne que la réduction phénoménologique, qui s'exprime dans l'adage « droit aux choses mêmes », [...] d'un côté la synthèse d'identification dont l'objet est l'index d'un processus jamais achevé d'identification, de l'autre le remplissement par l'originaire d'une synthèse ouverte, où le « plein » de la présence achève le sens, le visé vient mourir aux confins du donné ». La critique de Paul Ricœur porte sur la compatibilité possible de ces deux interprétations.
Au § 24, Husserl met à jour les caractéristiques phénoménologiques de ce phénomène de l'évidence. Pour Jean-François Lavigne, Husserl dégage dans ses Méditations cartésiennes deux propriétés intentionnelles remarquables du vécu d'évidence : 
- « L'évidence est un phénomène originaire universel de la vie intentionnelle [...], l'évidence représente le telos fonctionnel qui oriente toute la vie intentionnelle, parce que tout acte intentionnel, simplement en tant que tel est finalisé, en vertu de son essence, par une tendance interne à culminer dans l'intuition plénière de son objet ».
- « L'évidence est le mode de conscience spécifique où la subjectivité expérimente directement sous la forme d'une synthèse de remplissement intuitif l'objet lui-même ». De Husserl cité par Jean-François Lavigne[44], « L'évidence n'est rien d'autre que le vécu de la vérité » . « Ce qui se donne sur le mode intuitif, c'est bien l'objet visé lui-même, en propre, et nul autre [...] Il n'y a pas de chose en soi au-delà du phénomène »[45].

Ce commentaire de Jean-François Lyotard : l''épochè, remplace la certitude absolue mais naïve dans l'existence du monde par une démarche qui consiste à prendre successivement appui, d'évidence en évidence, et pas à pas, jusqu'à son « remplissement » c'est-à-dire, l'indubitabilité qu'apporte l'idée de fondation absolue. « Nous ne pouvons être assuré de l'être réel que par la synthèse de confirmation vérifiante, la seule qui nous présente la réalité vraie ». D'autre part, précise Jean-François Lyotard, « Dans tout jugement est inclus l'idéal d'un jugement absolument fondé [...] Le critère d'une fondation absolue est son accessibilité totale [...] Il y a évidence quand l'objet est non seulement visé mais donné comme tel [...] l'évidence étant la présence en personne, elle ne relève pas du subjectivisme [...] Pour la phénoménologie, l'évidence n'est pas une simple forme de la connaissance, mais le lieu de la présence de l'être ». La science utiliserait l'évidence sans en savoir exactement la nature.
« Les paragraphes 26 et suivants jusqu'à la fin de la méditation sont consacrés à démontrer la validité nécessaire de l'idéalisme transcendantal phénoménologique ».
Mais l'évidence par elle-même est incapable de garantir la stabilité de l'étant. Husserl « fonde ce caractère de permanence en l'interprétant comme un corrélat de l'habitus, d'un acquis intentionnel durable, qui est la conscience de la répétabilité permanente de la même donation de sens ». Le « Moi » existant, qui vit comme ceci ou cela, effectuant des actes qui ont un sens objectif nouveau, acquiert spontanément ce que Husserl appelle des habitus, c'est-à-dire des modes d'être qui peuvent devenir comme une « propriété permanente nouvelle »,.

### Quatrième méditation
Dans la « quatrième méditation, Husserl se penche sur les problèmes constitutifs qui ont trait au  « Moi transcendantal » lui-même, c'est-à-dire qu'il cherche à mettre en lumière les diverses manières dont le « Moi » se donne à lui-même ». « Selon le § 30, l'Ego  transcendantal n'est pas séparable de ses vécus, de ses cogitationes, et en cela il n'est pas autre chose que ce rapport aux objets intentionnels ». Cette interrogation sur le Je transcendantal commence dès le § 8 des Méditations. Dans la quatrième méditation, l'ego transcendantal, selon l'expression de  Emmanuel Housset, « se libère des choses pour être décrit dans sa manière propre d'être, dans sa vie active et passive » .
« C'est la tâche de la IV* Méditation de récupérer pour l'Ego  toute l'analyse intentionnelle antérieure [...] l'Ego existe pour lui-même ; il se constitue continuellement lui-même comme existant [...]. Cette constitution se fait en trois étapes ; »:
1. Le moi comme pôle identique de la multiplicité des actes, du divers des cogitatîones, c'est celui des Ideen I
2. Le moi en tant que substrat des habitus, c'est-à-dire de l'acquis des convictions retenues et des habitudes contractées[N 16].
3. Le moi complet, la  « concrétion de l'Ego »  selon l'expression de  Husserl, c'est : « le  moi comme pôle identique, plus : mes habitus, plus : mon monde. Tel est le sens de la notion de « monade » »[54].

Aux § 37 et 38, Husserl reprend ce que le § 17 déjà avait établi, c’est-à-dire que la vie égologique est une « vie synthétique ». À ce stade l'ego  n'est plus pour Husserl, une parcelle du monde ni une simple capacité de réflexion mais, « une capacité a priori de prendre conscience de soi, qui ne peut apparaître qu'à partir de la vie intentionnelle dans laquelle le monde se constitue » écrit Emmanuel Housset,. Emmanuel Housset poursuit « le sens d'être de l'« Ego  transcendantal » est de se temporaliser en temporalisant le monde, et c'est pourquoi c'est l'ensemble des structures a priori du je « suis » qu'il s'agit d'amener à l'évidence »
Les deux derniers paragraphes (40) et (41) de la quatrième méditation, explicitent le passage de l'ego cogito cartésien à l'« idéalisme transcendantal » . Le  § 40 pose la question à savoir : que si l'expérience naturelle amène à conclure que « tout ce qui est pour moi, l'est en vertu de ma conscience [...] alors comment tout ce jeu peut-il acquérir une signification objective ? ». Paul Ricœur écrit : « si toute réalité transcendantale est la vie du moi, le problème de sa constitution coïncide avec l'auto-constitution de 1' Ego et la phénoménologie est une Selbstauslegung (une explication du Soi), même lorsqu'elle est constitution de la chose, du corps, du psychisme, de la culture. Le moi n'est plus simplement le pôle sujet opposé au pôle objet (§ 31), il est l'englobant ». La « subjectivité transcendantale » découverte apparaît comme « l'univers du sens possible si bien que quelque chose qui lui serait extérieur serait un non-sens . Or tout non-sens n'est qu'un mode du sens ». Emmanuel Housset conclut que « même l'inobjectivable se donnerait comme sens, un sens qui résiste au travail d'ojectivation; et donc comme relatif à un ego qui s'éprouve lui-même ».

## Cinquième méditation
Bernard Bouckaert, dans un article de la Revue philosophique de Louvain, désigne la cinquième Méditation cartésienne , comme « le seul texte de longue haleine et d'un seul tenant consacré par Husserl à l'intersubjectivité transcendantale ». Bernard Bouckaert, souligne la nouveauté radicale de la pensée husserlienne de l'intersubjectivité. Paul Ricœur, en souligne l'importance.

### Position générale du problème
Dans son  article, Bernard Bouckaert, rappelle la position traditionnelle (antérieure à Husserl) dans laquelle « on considère comme intersubjectif tout ce qui est indépendant de toute conscience quelle qu'elle soit et est par conséquent objectif » . Comme il le fait remarquer, une telle conception tend à confondre « intersubjectivité »  et « universalité ». Pour Husserl, l'objectivité est qualifiée d'intersubjective, non parce qu'elle est universelle mais « parce qu'elle dépend constitutivement d'une pluralité de sujets ». Cette définition n'est pas seulement sémantique, elle souligne une différence d'ordre ontologique entre le concept classique et le concept husserlien .
Husserl tente de montrer que la constitution de l'« objectivité » (à savoir le sens d'être du monde objectif qui est d'être un monde commun où chaque chose est la même pour tous), n'est rien d'autre que la bonne interprétation de l'« intersubjectivité ». « Toute la tâche ontologique de la cinquième méditation (des Méditations cartésiennes), est de mettre en vue dans une évidence sans appel le sens d'être du monde objectif, c'est-à-dire qu'objectivité signifie intersubjectivité », écrit Emmanuel Housset.
L'affirmation de l'existence d'une autre conscience constituante, à la base du phénomène de l'intersubjectivité, est contradictoire, avec la thèse de l'« idéalisme transcendantal » que professe Husserl, comme quoi c'est à l'intérieur de l'Ego que se constitue tout sens d'être. Dans le processus de « constitution » qui accompagne l'épochè, le problème de l'intersubjectivité prend un tour particulier et s'énonce ainsi : « comment se fait-il que mon ego, à l'intérieur de son être propre, puisse en quelque sorte constituer l'autre justement comme lui étant étranger, c'est-à-dire lui conférer un sens existentiel qui le met hors du contenu concret du moi-même concret qui le constitue ? ». Husserl pense arriver à lever cette contradiction « à condition de descendre à un niveau de profondeur suffisant »,. Pour résoudre ce paradoxe « il s'agit de faire apparaître l'étranger comme une possibilité de l' ego constituant. Le problème d'autrui porte la charge d'un achèvement de la phénoménologie, c'est-à-dire, d'une constitution du monde dans son sens véritable, à savoir comme monde objectif, monde public » pense Renaud Barabaras. Avec l'existence d'autrui, mon monde cesse d'être l'œuvre exclusive de mon activité synthétique pour devenir un monde objectif qui transcende chaque monde privé et est commun à tous.
Si « autrui » doit être sujet absolu comme je le suis moi-même, on est au-delà de la constitution d'un secteur de l'objectivité mondaine. Conformément à sa démarche générale, Husserl pose le problème ainsi : « dans quelles intentionnalités, dans quelles synthèses, dans quelles motivations, le sens de l'alter ego se forme en moi ? ».
Dans l'essai collectif dirigé par Jean-François Lavigne, le commentaire sur la cinquième se subdivise en deux parties (les § 42 à 48) et (les § 49 à 62) confiées respectivement à deux auteurs, Dominique Pradelle et Natalie Depraz, la première visant à délimiter ce qui relève du propre par rapport à ce qui relève de l'étranger, la deuxième à expliciter la « génération » (le mode d'apparition) de l'étranger à partir de la sphère du propre.

### Les paragraphes 42 à 48
Pascal Dupond fait ressortir ainsi la problématique de cette méditation : « la phénoménologie transcendantale n'aura le rang de philosophie transcendantale que si, et seulement si, les opérations constitutives intra-égologiques sont aptes à rendre compte de la validité intersubjective du monde objectif, [...] (dans le cas contraire)  la phénoménologie peut être accusée d’être un solipsisme transcendantal ».
Dans ces paragraphes, Husserl étudie le type de réduction à mettre en jeu pour distinguer entre ce qui appartient à l'ego en propre et ce qui ne lui appartient pas : l'« étranger ». Il constate qu'autrui ne peut à l'instar des autres choses être explicité à partir de la simple expérience que nous en avons. Il n'y a pas d'essence d'ego, pas d'ego en général.
Or nous avons, contre toute logique, l'expérience « du monde et des autres, non comme d'une œuvre de mon activité synthétique, mais comme d'un monde étranger à moi, intersubjectif existant pour chacun, et accessible à chacun ». Or tout objet pensable reste selon les principes de la constitution transcendantale une formation de sens de la subjectivité pure, donc y compris « autrui ». La tâche à accomplir, relève Pascal Dupond, se présente ainsi : « il faut commencer par dégager d’une manière systématique les structures intentionnelles – explicites et implicites – dans lesquelles l’existence des autres, exactement « l’être là pour moi » des autres se constitue pour moi… » ». Or poursuit Pascal Dupond, « en tant qu’objet intra-mondain dans son corps physique, l’autre peut être directement donné dans une intuition. En tant que sujet transcendantal et psychisme, cela est exclu. Sous un aspect, l’autre se donne, sous l’autre, il se refuse à l’intuition remplissante ». Résoudre cette contradiction c'est poser les bases  d'une « théorie transcendantale de l'expérience de l'autre » . La cinquième méditation veut être le lieu où se tranche cette dualité, résume Dominique Pradelle.
En guise d'étape nécessaire le § 44 est entièrement consacré à la détermination de ce que Husserl nomme la « sphère d'appartenance », qui se construit par l'élimination de tout ce qui lui est étranger. « Cette épochè supplémentaire est destinée à mettre hors jeu toute présupposition de l’alter ego, afin précisément de cerner les opérations constitutives qui le font apparaître ». Mais comme le remarque Husserl lui-même au § 46 la définition de la « sphère d'appartenance » simplement comme ce qui ne m'est pas étranger présuppose la notion de l' autre. En fait, il est nul besoin de l'expérience du monde objectif ni de celle d'autrui pour avoir celle de ma propre « sphère d'appartenance »,
.
« La sphère du propre peut tout d'abord être positivement déterminée (par l'époché), comme l'ensemble des actualités et des potentialités de mon flux de vécus § (46) » souligne Martin Otabe dans son mémoire. Mais comme le fait remarquer Dominique Pradelle, la sphère du propre n'est pas limitée à ce qui est inclus dans le flux de vécus et aux propriétés permanentes de ce dernier (habitus). En fait, selon Husserl, c'est la totalité du monde qui appartient à cette sphère. « Il n'y a donc pas simplement, au sein de la sphère primordiale de l'ego transcendantal, qu'une foule d'expériences «subjectives», mais il s'y trouve un monde transcendant qui est propre à l'ego, son « monde primordial » ».

### Les paragraphes 49 à 62
Après avoir abordé la « sphère du propre » Husserl se tourne vers l'exploration du domaine de ce qui lui est étranger, et de sa génération à partir du propre. Husserl cherche d'abord à thématiser sous le terme de « monde primordial », une zone d'indifférenciation originaire, qui serait la source et autoriserait la distinction dérivée du Je et de l'autre . Husserl conçoit l'objectivité du monde à travers l'intersubjectivité des « monades ». À noter que « le Nous n'est en rien une addition de plusieurs Je mais procède d'une co-constitution des Je les uns à l'égard des autres ». Pascal Dupond, parle de « la constitution d’une communauté de moi existant les uns avec et pour les autres et qui m’englobe moi-même  ou d’une « sphère d’appartenance à la première personne du pluriel », intersubjectivité transcendantale qui constitue un monde commun ». Husserl invoque à ce propos une harmonie des monades. Martin Otabe remarque que Husserl ne peut pas se servir de notions provenant du sens général d'« être humain » pour enclencher son analyse, puisqu'elle doit justement expliciter leur constitution à partir de l' ego primordial.
La description de l'expérience d'« autrui » débute par un exposé des différentes modalités de l'accès à l'autre, « comment rendre autrui présent,  en moi, à moi, pour moi et inversement comment me rendre présent à autrui ? ». Au § 50 commencent les trois moments de la constitution d’autrui. Natalie Depraz parle de son côté d'une saisie « analogisante » dont Husserl détaille les composantes principales : la passivité (§ 51), la temporalité (§ 52), et l'imagination (§ 53) avec comme boucle finale l' « empathie ».
Le premier moment autorise grâce à la « synthèse passive d'association »  « le transfert du sens « moi » de l’original à l’analogue ». Husserl distingue un premier niveau perceptif qui correspond pour le corps physique, au mode de présence de toute chose, c'est-à-dire selon son expression « en chair et en os » ; et au niveau le plus élevé un « alter ego » (comme moi-même ou autre moi-même)le fait d'autrui  (c'est-à-dire un autre moi-même). Mais  autrui ne peut être analysé qu'à partir de son seul sens d'alter ego, c'est-à-dire en tant que « non-Je » se modalisant sous la forme d'un « autre-Je »; autrui dans sa spécificité propre ne nous est pas directement accessible. Avec autrui il y aura donc à privilégier les prédicats de proximité et de familiarité dont il faudra distinguer les modes de « donation ».D'autres phénoménologues, comme Emmanuel Levinas, insistent au contraire sur l'altérité radicale d'autrui et font appel à  l'éthique. Husserl semble privilégier la connaissance d'autrui dans ce qu'elle a de plus ordinaire et de plus quotidien.
Au § 51, Husserl interroge la spécificité de la présence charnelle avec laquelle autrui se manifeste. Présence qui n'est pas celle d'un simple corps comme les choses mais qui n'est pas non plus analogue à la présence de mon propre corps. Il pense pouvoir le faire à l'aide d'un type particulier d'intentionnalité médiate nommée co-présentification, et qui est un type spécifique d'« apprésentation », l'apprésentation « analogisante ». Toute apprésentation est précédée d'une présentation, ce sera en l'occurrence le « corps charnel » d'autrui qui possèdera « le sens que mon corps possède pour moi-même, en tant que corps charnel. Ainsi le corps d'autrui acquiert-il son sens de « corps charnel » à la faveur d'un transfert intentionnel de sens à partir du mien, et plus précisément à la faveur d'un transfert aperceptif de sens, faisant de la reconnaissance du corps d'autrui comme « corps charnel » un processus indirect. »,. Ce transfert analogique n'est possible qu'au sein d'une concordance originaire, c'est-à-dire « d'une forme de synthèse passive, qui ne requiert pas d'activité volontaire de la part de l' ego »,. Comme le souligne Natalie Depraz. cette « synthèse passive » de type « associatif » a pour trait remarquable de laisser l'autre « libre à l'égard de moi-même ».
Au deuxième moment avec le § 52, l'expérience d'autrui va se spécifier grâce au phénomène temporel. « Il y a une inaccessibilité originaire d'autrui [...] ce qui signifie que mon expérience d'autrui est structurellement une attente qui reste dans son contenu singulier de l'ordre de l'inattendu ». L'expérience du « comportement changeant mais toujours concordant »  du corps d'autrui, nous le fait percevoir comme un organisme véritable, « ce qui entraîne de façon indirecte la confirmation du sens d' alter ego, ou de ce que l'expérience commune nomme le psychisme, en raison même de l'apparaître unitaire d'autrui et de son corps »,.
Troisième moment de la constitution d'autrui : « par l’imagination qui relance la réflexion : j’«apparie » autrui à mon expérience potentielle et non pas seulement à mon expérience effective ». « Le charnel du corps de l’autre et, dans cette chair, l’alter ego ne peut jamais devenir effectivement présent ni être véritablement perçu. C’est pour résoudre cette difficulté que Husserl fait intervenir l’« appariement ». L’appariement fournit le support associatif de l’analogie ».
Au § 53, l'imagination autorise le transfert ou la transposition entre deux lieux corporels vécus, moi-même et autrui (concrètement il s'agit de notre capacité d'imaginer ce que vit autrui). Husserl en explore les limites et notamment l'expérience de la mort d'autrui.
Au § 54, Husserl regroupe enfin, sous le terme d'« empathie », (Einfühlung) l'ensemble des moments précédents constituant pour lui, l'expérience  d'autrui.
Pour Pascal Dupond « la grandeur de la 5e Méditation cartésienne est de conduire son lecteur jusqu’au seuil où devient manifeste l’impossibilité principielle pour l’intentionnalité et notamment pour la perception d’atteindre l’être réel de l’autre ».